# Базарова, Елизавета Владимировна
Елизаве́та Влади́мировна База́рова (род. 28 ноября 1995) — российская пловчиха.

## Карьера
Тренировалась в Старом Осколе в СДЮСШОР № 3, ФСО «Россия» у В. И. Цыганко.
На чемпионате Европы 2013 года участвовала в установлении рекорда России в эстафета 4×50 м вольным стилем, но этого хватило лишь на бронзу.
По приглашению министерства спорта Республики Татарстан вместе с тренером переехала в Казань.
На Универсиаде-2015 завоевала бронзу в эстафете 4×100 метров и серебро в заплыве на 50 метров вольным стилем.
Студентка Поволжской государственной академии физической культуры, спорта и туризма.